# Светско првенство у рагбију седам 2018.
Светско првенство у рагбију седам 2018. (службени назив: 2018 Rugby World Cup Sevens) је било седмо светско првенство у рагбију седам. Турнир је одржан у Северној Америци, тачније у Сан Франциску, а титулу светског првака су одбранили седмичари Новог Зеланда, пошто су у финалу убедљиво савладали Енглезе. Бронзану медаљу су освојили Јужноафриканци, који су у мечу за треће место били бољи од Фиџијаца. Највише поена је дао седмичар Папуе Нове Гвинеје, Емануел Гис, а највише есеја су дали Новозеланђанин Џо Равуву и Јужноафриканац Сививе Соцапи. "Мелроуз куп" је назив за пехар који се додељује светском шампиону у рагбију седам. Трофеј је добио назив по месту "Мелроуз" у Шкотској, где је и настала ова скраћена варијанта рагбија 15. Нови Зеланд је дакле освојио другу титулу за редом и укупно рекордну трећу светску титулу.

## Домаћинство
Интересовање да организују светско првенство у рагбију 7 показали су САД, УАЕ, Шпанија, ЈАР, Сингапур, Шкотска, Португал, Нови Зеланд, Холандија, Хонг Конг, Француска, Фиџи и Енглеска, дакле укупно 14 држава. Земље су се кандидовале 2014. Пролећа 2015. светска рагби федерација је донела одлуку да Сједињене Америчке Државе буду домаћин светског првенства у рагбију седам.

## Стадион
Утакмице су се играле на стадиону "Оракл парк" у Сан Франциску. Овај стадион углавном служи за бејзбол, на њему играју Сан Франциско џајнтси, познати амерички бејзбол тим, који се такмичи у МЛБ. Капацитет овог стадиона је 42 000 седећих места.

## Систем такмичења
Није било групне фазе, а учествовало су 24 репрезентације. Играло се по нокаут систему. Укупно су одигране 52 утакмице.

## Квалификације за Светско првенство у "седмици" 2018.
Рагби 7 је глобално популаран спорт и игра се у неколико десетина држава широм Света. Домаћин, дакле селекција САД и 8 најбоље пласираних селекција са претходног светског првенства одржаног у Русији, директно су се квалификовали за Светско првенство 2018. 4 селекције су се избориле за место, захваљујући високом пласману на табели светске серије рагбија 7. Осталих 11 репрезентација су се избориле за место на Светском првенству, кроз континенталне квалификације. Укупно су 24 рагби 7 репрезентације учествовале на Светском првенству у рагбију седам 2018.

## Списак учесника
Африка
- Кенија
- Уганда
- Зимбабве
- Јужноафричка Република

Америка
- Јамајка
- Чиле
- Уругвај
- Аргентина
- Канада
- САД

Аустралија и Океанија
- Папуа Нова Гвинеја
- Фиџи
- Тонга
- Самоа
- Аустралија
- Нови Зеланд

Азија
- Хонг Конг
- Јапан

Европа
- Русија
- Ирска
- Шкотска
- Велс
- Енглеска
- Француска

## Ранг листа рагби 7 репрезентација
- Од првог до четрнаестог места су репрезентације које учествују у светској серији рагбија седам.
- Од петнаестог до двадесетчетвртог места су репрезентације, које су се избориле за учешће кроз квалификације.
- 1. ЈАР
- 2. Фиџи
- 3. Нови Зеланд
- 4. Енглеска
- 5. САД
- 6. Аустралија
- 7. Аргентина
- 8. Шкотска
- 9. Кенија
- 10. Канада
- 11. Француска
- 12. Велс
- 13. Самоа
- 14. Русија
- 15. Јапан
- 16. Ирска
- 17. Чиле
- 18. Уругвај
- 19. Хонг Конг
- 20. Уганда
- 21. Зимбабве
- 22. Јамајка
- 23. Папуа Нова Гвинеја
- 24. Тонга

## Судије
- 1. Раста Расивенге
- 2. Ричард Кели
- 3. Крег Еванс
- 4. Сем Гров Вајт
- 5. Демон Марфи
- 6. Жереми Розијер
- 7. Мет Роден
- 8. Ричард Хефтон
- 9. Демијан Шнајдер
- 10. Мајк Обрајан

## Састави рагби 7 репрезентација

### Русија
Селектор
- Андреј Сорокин

Играчи 
- 1. Владимир Острушко (капитен), Кубан
- 2. Игор Калиновски, Красни Јар
- 3. Владислав Созонов, ВВА Сараценси
- 4. Владислав Лазаренко, Кубан
- 5. Иља Бабев, ВВА Сараценси
- 6. Витали Живатов, ВВА Сараценси
- 7. Сергеј Јанушкин, ВВА Сараценси
- 8. Дмитри Сукин, Красни Јар
- 9. Ремил Гејсин, Јенисеј
- 10. Јури Гостужев, Кубан
- 11. Еме Патрис Пеки, ВВА Сараценси
- 12. Герман Давидов, ВВА Сараценси

### Енглеска
Селектор
- Симон Амор

Играчи 
- 1. Ричард де Карпентијер, Слободан агент
- 2. Мајк Елери, Сараценси
- 3. Фил Бурџес, Слободан агент
- 4. Ден Нортон, Слободан агент
- 5. Џејмс Родвел, Слободан агент
- 6. Том Мичел (капитен), Слободан агент
- 7. Вилијам Едвардс, Слободан агент
- 8. Алекс Дејвис, Слободан агент
- 9. Оли Линсдеј-Хаг, Слободан агент
- 10. Рерид Мекони, Бат
- 11. Вил Мур, Слободан агент
- 12. Хери Гловер, Универзитет Њукасл

### Француска
Селектор
- Жереми Дарет

Играчи 
- 1. Пјер Будент, Ла Рошел
- 2. Мануел Далиња (капитен), Слободан агент
- 3. Тавите Вередаму, Ним
- 4. Тери Бура, Стад Франс
- 5. Стефен Парез, Слободан агент
- 6. Паулин Рива, Слободан агент
- 7. Кевин Бли, Ван
- 8. Пјер Жил Лакафиа, Слободан агент
- 9. Пол Бонефонд, Слободан агент
- 10. Жан Паскал Барак, Бордо
- 11. Саша Валу, Слободан агент
- 12. Гегин Вилијер, Роуен
- 13. Тибу Мазолени

### Ирска
Селектор
- Стен Мекдовел

Играчи  
- 1. Хери Мекнулди, Универзитет Даблин
- 2. Ијан Фицпатрик, Ленсдаун
- 3. Џон Одонел, Ленсдаун
- 4. Шејн Дејли, Корк конститушоун
- 5. Фостер Хоран, Ленсдаун
- 6. Били Дардис (капитен), Универзитет Даблин
- 7. Џордон Конри, Баканерси
- 8. Хуго Кинан, Универзитет Даблин
- 9. Џими Обрајан, Универзитет Даблин
- 10. Тери Кенеди, Колеџ Сент Мери
- 11. Грег Ошеј, Шенон
- 12. Брајан Молен, Универзитет Даблин
- 13. Роберт Балукун, Балимена

### Шкотска
Селектор
- Џон Дејзијел

Играчи 
- 1. Скот Ридел (капитен), Мелроуз
- 2. Нил Гудмарк, Мелроуз
- 3. Алек Комбс, Лондон скотиш
- 4. Роби Фергусон, Ер
- 5. Крег Џексон, Мелроуз
- 6. Џо Најакову, Хевик
- 7. Џејми Ферндејл, Вотсонијанс
- 8. Харви Елмс, Кари
- 9. Сем Пекер, Мелроуз
- 10. Гевин Лов, Мер
- 11. Мек Мекферленд, Глазгов вориорси
- 12. Џек Катберт, Вотсонијанси

### Велс
Селектор
- Герет Вилијамс

Играчи 
- 1. Лук Тререрн, Слободан агент
- 2. Етен Дејвис, Слободан агент
- 3. Лојд Вилијамс, Кардиф блузси
- 4. Лук Морган, Оспрејси
- 5. Овен Џенкинс, Слободан агент
- 6. Том Глин Вилијамс, Оспрејс
- 7. Кори Ален, Оспрејс
- 8. Афан Бегшоув, РГЦ 1404
- 9. Адам Томас (капитен), Понтиприд
- 10. Кеј Девин, РГЦ 1404
- 11. Џеред Росер, Дрегонси
- 12. Бен Роуч, Слободан агент
- 13. Вил Талбот Дејвис, Дрегонси

### Папуа Нова Гвинеја
Селектор
- Даглас Гис

Играчи 
- 1. Семјуел Маламбас, Њу Капитал Дистрикт
- 2. Хенри Калуа (капитен), Ист Њу Британ Провинс
- 3. Џозеф Мок, Меданг провинс
- 4. Весли Вали, Њу Капитал Дистрикт
- 5. Хенсли Питер, Ист Њу Британ Провинс
- 6. Емануел Гис, Њу Капитал Дистрикт
- 7. Вилијам Тиранг, Ист Њу Британ Провинс
- 8. Емил Латумина, Њу Капитал Дистрикт
- 9. Патрик Тату, Манус провинс
- 10. Дин Манал, Њу Капитал Дистрикт
- 11. Фреди Рова, Њу Капитал Дистрикт
- 12. Данијел Опа, Њу Капитал Дистрикт

### Тонга
Селектор
- Тахоло Анитони

Играчи 
- 1. Уналото Калони, Хасини
- 2. Танијела Килиони, Гренобл
- 3. Виолета Коло, Марист
- 4. Алефосио Вахе, Марист
- 5. Семију Муна, Таватулу
- 6. Фету Ваинаколо, Јута вориорси
- 7. Соломоне Паувале, Таватулу
- 8. Јанг Понџи, Фуекафа
- 9. Џек Рем, Ковентри
- 10. Танијела Самита, Марист
- 11. Семиси Теји, Таватулу
- 12. Соса Токаји, Лејвенџемали

### Фиџи
Селектор
- Герет Бебер

Играчи 
- 1. Леоне Накарава, Расинг 92
- 2. Севулони Мокенакаги, Сува
- 3. Калиони Насоко, Јасава
- 4. Паула Дранисикула, Арми
- 5. Семи Кунатани, Тулуз
- 6. Јаса Веремалуа, Нандронга
- 7. Џошуа Туисова, Тулон
- 8. Ватемо Равуву, Рева
- 9. Џери Туваји (капитен), Њутон
- 10. Алосио Надува, Арми
- 11. Семи Радрадра, Тулон
- 12. Аменони Насалиса, Рату Филисе

### Самоа
Селектор
- Гордон Тиченс

Играчи 
- 1. Тофату Солија, Фалеали
- 2. Аламанда Мотуга, Каунтис Манукау
- 3. Гордон Ланкид, Апија
- 4. Белџијум Туатагола, Валенс-Романс
- 5. Нерија Фомау, Саутленд
- 6. Марфи Пауло, Фалеали
- 7. Алатаси Тупоа, Апија
- 8. Томасо Алосијо, Велингтон
- 9. Малу Фаланико, Апија
- 10. Џо Перез, Апија вест
- 11. Лалу Лејлајл, Алипата
- 12. Дејвид Афамасага, Окланд марист

### Аустралија
Селектор
- Тим Волш

Играчи 
- 1. Хенри Хачисон, Рендвик
- 2. Лијам Макнамара, Санбенк
- 3. Сем Мајерс, Нортс
- 4. Лујис Холанд (капитен), Квинбејан
- 5. Бен Одонел, Рендвик
- 6. Џон Порч, Нортс
- 7. Брендон Квин, Гордон
- 8. Џеси Пара, Нортс
- 9. Бојд Килингворт, Воринга
- 10. Том Лукас, Санинбенк
- 11. Морис Лонгботом, ЛМРДТ
- 12. Лахлан Андерсон, Иствуд
- 13. Тим Ансти, Иствуд

### Нови Зеланд
Селектор
- Кларк Ледлов

Играчи 
- 1. Скот Кари (капитен), Беј оф пленти
- 2. Тим Микелсон, Ваикато
- 3. Трел Џос, Тасман
- 4. Џо Равуву, Окланд
- 5. Дилан Колер, Ваикато
- 6. Акула Роколиса, Окланд
- 7. Салеси Рајаси, Окланд
- 8. Ендру Нустуб, Хоровенуа Капити
- 9. Реган Варе, Беј оф пленти
- 10. Курт Бејкер, Манавату
- 11. Џона Нареки, Отаго
- 12. Сионе Молија, Каунтис манукау

### Кенија
Селектор
- Иносент Симију

Играчи 
- 1. Оскар Ајоди (капитен), Хоумбојс
- 2. Херман Хумва, Кенија харлеквинси
- 3. Семјуел Нгете, Оилерс
- 4. Брајан Танга, Кабрас шугар
- 5. Денис Омбачи, Нондескриптс
- 6. Џефери Олуч, Хоумбојс
- 7. Еден Агеро, Кенија харлеквинси
- 8. Ендру Амонд, КЦБ
- 9. Нелсон Ојо, Накуру
- 10. Семјуел Олије, Импала сараценси
- 11. Колинс Инџера, Мвамба
- 12. Вили Амбака, Кенија харлеквинси

### Зимбабве
Селектор
- Џилберт Намутсамба

Играчи 
- 1. Бојд Рус (капитен), Бери Сент едмундс
- 2. Конор Причард, Грифит колеџ
- 3. Нелсон Мадида, Матабеланд вориорси
- 4. Кудаваше Чиванза, Олд џорџијанси
- 5. Нгони Чибуве, Олд џорџијанси
- 6. Шејн Макомбе, Компијење
- 7. Тафаџа Чикотвиндо, Пфорцхајм
- 8. Биселе Тамала, Колеџ роверси
- 9. Шингари Халунго, Кал стејт
- 10. Тариси Мугари, Матабеланд вориорси
- 11. Стефен Хундуза, Диџерси
- 12. Рајан Онил, Фалс беј

### Уганда
Селектор
- Толберт Онијанго

Играчи 
- 1. Бирон Окејатот, Рајноси
- 2. Пијус Оџена, Бафалоси
- 3. Џејмс Одонго, Бафалоси
- 4. Адријан Касито, Кобси
- 5. Филип Вокорач, Хитенси
- 6. Мајкл Окорач (капитен), Хитенси
- 7. Џастин Кимоно, Кобси
- 8. Десир Ајера, Пиратси
- 9. Ерон Офојворт, Хитенси
- 10. Соломон Окија, Бафалоси
- 11. Тимоти Кисига, Пиратси
- 12. Иван Магому, Пиратси

### Јужноафричка Република
Селектор
- Нил Паувел

Играчи 
- 1. Рајан Остизен, Слободан агент
- 2. Филип Сниман (капитен), Бафалоси
- 3. Дилан Сејџ, Слободан агент
- 4. Зејн Дејвидс, Слободан агент
- 5. Вернер Кок, Слободан агент
- 6. Хејно Безунхот, Блу булси
- 7. Девелд Хјуман, Слободан агент
- 8. Роско Спекмен, Слободан агент
- 9. Џастин Гедалд, Слободан агент
- 10. Селвин Дејвидс, Слободан агент
- 11. Сивив Сојцапи, Слободан агент
- 12. Рујан Нел, Вестерн провинс

### Јапан
Селектор
- Кенсуке Ивабуши

Играчи 
- 1. Јосефа Лилидаму, Ред херикејнси
- 2. Тевита Тупоу, Панасоник
- 3. Џосе Серу, Хокадо барберијанси
- 4. Џосеф Камана, Мазда блу зумерси
- 5. Камели Сојима, Кока кола ред спаркси
- 6. Деј Озава (капитен), Тојота верблиц
- 7. Катсујуки Сакаји, Тојота индустрис
- 8. Чинито Матсуји, Сантори Санголијати
- 9. Џоне Најкабула, Тошиба брејв лупуси
- 10. Косуке Хашино, Кенон иглси
- 11. Рајота Кано, Меџи Јасуда
- 12. Тејчи Јошизава, Кока кола ред спаркси
- 13. Тејси Хајаши, Рагби савез Јапана

### Хонг Конг
Селектор
- Пол Џон

Играчи 
- 1. Тоби Фен, Вали
- 2. Мајкл Ковердејл, Хонг Конг
- 3. Лијам Херберт, Хонг Конг
- 4. Ли Џонс, Вали
- 5. Алесандро Нардони, Хонг Конг скотиш
- 6. Хуго Стилс, Вали
- 7. Кадо Ли, Тајгерси
- 8. Макс Денмарк, Хонг Конг
- 9. Џејми Худ, Хонг Конг
- 10. Ерик Квок, Тајгерси
- 11. Бен Римене (капитен), Вали
- 12. Салом Јиу, Тајгерси

### Аргентина
Селектор
- Сантијаго Гомез Кора

Играчи 
- 1. Максимо Провензано, Алумни
- 2. Џерман Шулц, Тала
- 3. Конрадо Роура, Палермо бојо
- 4. Маркос Мори, Универзитетски тим Буенос Ајрес
- 5. Сантијаго Маре, Регатас
- 6. Сантијаго Алварез, Атлетико Сан Исидро
- 7. Лаутаро Велез, Атлетико Кордоба
- 8. Гастон Револ (капитен), Ла Таблада
- 9. Матијас Осаџук, Сосједад
- 10. Матео Карерас, Лос Таркос
- 11. Лућијано Гонзалес, Ла Тарбада
- 12. Франко Сабати, Алумни

### Чиле
Селектор
- Едмундо Олфос

Играчи 
- 1. Фелипе Бренџијер (капитен), Принц оф Велс каунтри клуб
- 2. Педро Верше, Вина
- 3. Мартин Верше, Вина
- 4. Марсело Тералба, Олд бојс
- 5. Родриго Фернандез, ЦОБС
- 6. Лукас Вескот, Олд бојс
- 7. Игнасио Силва, Принц оф Велс каунтри клуб
- 8. Мартин Валехос, Олд редс
- 9. Франсиско Метадзе, Принц оф Велс каунтри клуб
- 10. Франсиско Урос, Олд редс
- 11. Хуан Пабло Ларенас, Католички универзитет
- 12. Бенџамин де Вид, Олд бојс

### Уругвај
Селектор
- Лујис Педро Арчард

Играчи 
- 1. Габријел Пуђ (капитен), Олд бојс
- 2. Мануел Ардао, Олд кристијанси
- 3. Хуан Гаресе, Сараско поло
- 4. Жилермо Литјенштен, Требол
- 5. Фелипе Ечевери, Сараско поло
- 6. Диего Ардао, Олд кристијанси
- 7. Николас Фрејтас, Сараско поло
- 8. Гастон Мерес, Лобос
- 9. Жоакин Алонсо, Олд бојси
- 10. Себастијен Шредер, Требол
- 11. Еуженио Плотер, Олд бојси
- 12. Валентин Грил, Олд кристијанси

### Канада
Селектор
- Демијан МекГрет

Играчи 
- 1. Мет Мулинс, Квинс универзитет
- 2. Адмир Цејвановић, Барнаби лејк
- 3. Лук Бредли, Порт алберни
- 4. Ендру Ко, Маркам ајриш
- 5. Лук МекЛоски, Каставеј вондерерси
- 6. Конор Брејд, Џејмс Беј
- 7. Лукас Хемонд, Торонто номадси
- 8. Џастин Даглас, Аботсфорд
- 9. Нејтан Хирајама, Слободан агент
- 10. Пет Кеј, Ковичан
- 11. Хери Џонс (капитен), Капилано
- 12. Исак Кеј, Викторија вејкси

### Сједињене Америчке Државе
Селектор
- Мајк Фрајдеј

Играчи 
- 1. Карлин Ајлс, Слободан агент
- 2. Бен Пинкелман, Денвер барберијанси
- 3. Дени Барет, Слободан агент
- 4. Матаји Лојта, Слободан агент
- 5. Брет Томпсон, Слободан агент
- 6. Кевон Вилијамс, Денвер барберијанси
- 7. Фолау Ниа, Слободан агент
- 8. Мака Унуфе, Слободан агент
- 9. Стивен Томасин, Слободан агент
- 10. Медисон Хјус (капитен), Слободан агент
- 11. Пери Бејкер, Слободан агент
- 12. Мартин Јосефо, Слободан агент
- 13. Крис Матина, Њу Јорк
- 14. Пет Блер, Слободан агент

### Јамајка
Селектор
- Хантли Андерсон

Играчи 
- 1. Динал Фесел, Апаче 7
- 2. Ешли Смит, Слободан агент
- 3. Тајлер Буш, Слободан агент
- 4. Маркус Вебер, Кинг праун 7
- 5. Мигел Фејси, Сент Кетерин
- 6. Ошејн Еди, Сент Кетерин
- 7. Конан Осборн (капитен), Ричмонд
- 8. Мајкл Фејси, ЈЦА
- 9. Рорди Адамсон, Ричмонд
- 10. Нил Бекет (капитен), Броудстрит
- 11. Семјуел Рис, Хал лонијанси
- 12. Марк Филипс, Леџаси 7

## Резултати утакмица
Кенија - Тонга 19-7
Канада - Папуа Нова Гвинеја 29-21
Француска - Јамајка 50-0
Велс - Зимбабве 33-12
Самоа - Уганда 45-7
Русија - Хонг Конг 21-7
Јапан - Уругвај 33-7
Ирска - Чиле 17-12
Тонга - Зимбабве 31-5
Папуа Нова Гвинеја - Јамајка 52-7
Тонга - Папуа Нова Гвинеја 14-31
Зимбабве - Јамајка 33-21
Тонга - Чиле 29-33
Зимбабве - Уганда 10-24
Папуа Нова Гвинеја - Уругвај 19-21
Јамајка - Хонг Конг 10-24
Чиле - Уганда 20-17
Уругвај - Хонг Конг 5-31
Чиле - Хонг Конг 20-7
Уганда - Уругвај 38-28
Кенија - Самоа 17-19
Јапан - Русија 20-26
Самоа - Русија 22-17
Кенија - Јапан 14-26
Ирска - Кенија 24-14
Самоа - Велс 19-24
Јапан - Канада 17-35
Русија - Аустралија 0-41
Ирска - Велс 27-12
Канада - Аустралија 7-19
Ирска - Аустралија 24-14
Велс - Канада 35-12
Шкотска - САД 0-28
Аргентина - Француска 26-15
САД - Аргентина 33-7
Шкотска - Француска 29-24
ЈАР - Ирска 45-7
Шкотска - Кенија 31-26
Енглеска - Самоа 19-15
САД - Велс 35-0
Фиџи - Јапан 35-10
Аргентина - Канада 28-0
Нови Зеланд - Русија 29-5
Аустралија - Француска 17-22
ЈАР - Шкотска 36-5
Енглеска - САД 24-19
Фиџи - Аргентина 43-7
Нови Зеланд - Француска 12-7
ЈАР - Енглеска 7-29
Фиџи - Нови Зеланд 17-22
ЈАР - Фиџи 24-19
Енглеска - Нови Зеланд 12-33

## Коначан пласман
- 1. Нови Зеланд
- 2. Енглеска
- 3. Јужноафричка Република
- 4. Фиџи
- 5. Аргентина
- 6. Сједињене Америчке Државе
- 7. Шкотска
- 8. Француска
- 9. Ирска
- 10. Аустралија
- 11. Велс
- 12. Канада
- 13. Самоа
- 14. Русија
- 15. Јапан
- 16. Кенија
- 17. Чиле
- 18. Хонг Конг
- 19. Уганда
- 20. Уругвај
- 21. Папуа Нова Гвинеја
- 22. Тонга
- 23. Зимбабве
- 24. Јамајка

## Статистика играча

### Есеји
- Џо Равуву 6
- Сививе Соцапи 6
- Џастин Гедалд 5
- Лук Морган 5

### Поени
- Емануел Гис 37
- Били Дердис 32
- Медисон Хјус 32
- Џон Порч 30
- Џо Равуву 30
- Сививе Соцапи 30
- Филип Вокорач 30

## Финале
| Енглеска | 12 – 33 | Нови Зеланд |
| -------- | ------- | ----------- |
|          |         |             |

| Шампион света у рагбију седам 2018.            |
| ---------------------------------------------- |
| Рагби 7 репрезентација Новог Зеланда 3. титула |

## Видео снимци
Снимак финала Нови Зеланд - Енглеска 2018.
Final New Zealand - England - YouTube